# Hypanis Valles
Hypanis Vallis je údolí a bývalé řečiště na povrchu Marsu, o délce 270 km, spadá pod oblast Xanthe Terra. V údolí je zformována celá vyschlá delta a celý útvar se nachází v oblasti Lunae Palus. Hypanis Vallis bylo jedním z navrhovaných míst pro přistání vozítka Curiosity od Mars Science Laboratory, nicméně se nedostalo do užšího výběru. Hypanis Vallis je také navrhovaným místem pro přístání dalšího vozítka mise ExoMars, které by mělo být vysláno kolem roku 2020. Výzkumné vozítko by mělo hledat stopy po možném výskytu formy života na Marsu.

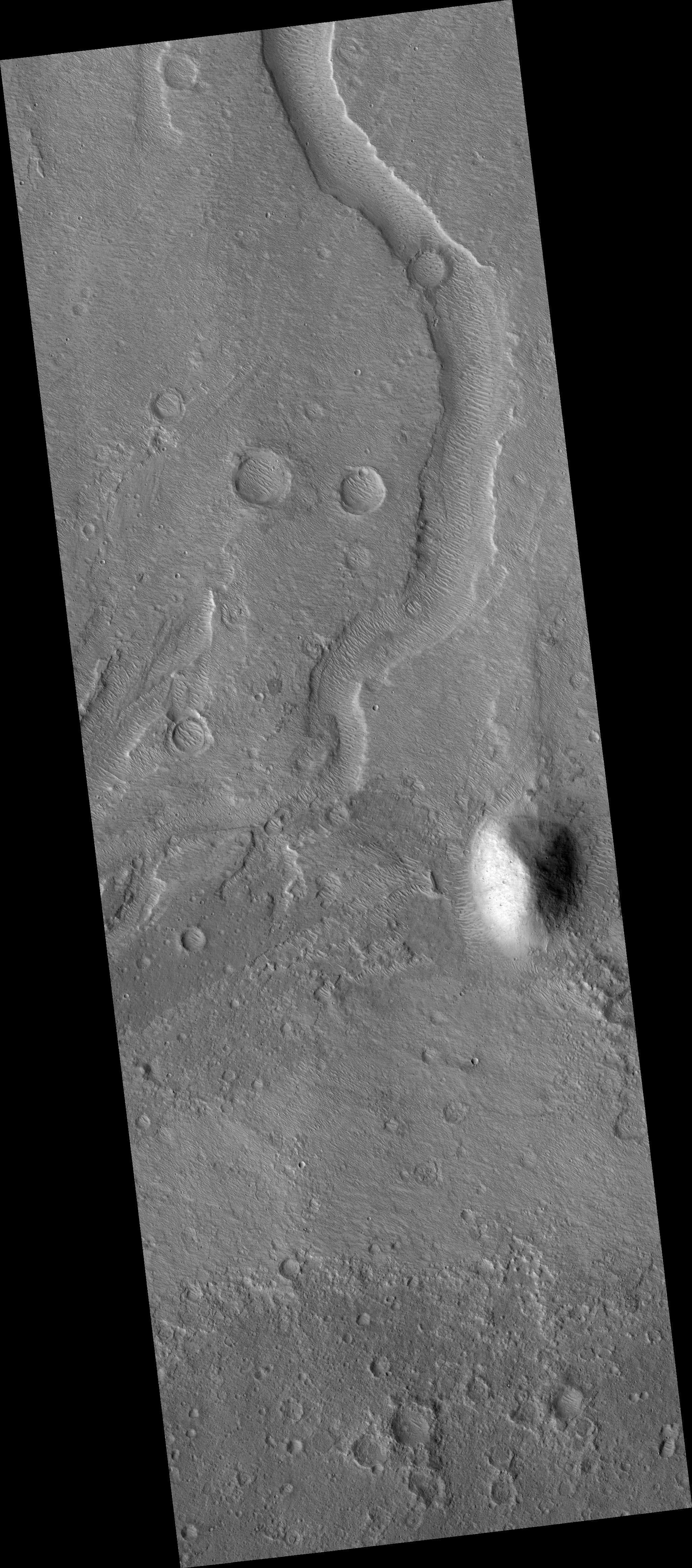
Hypanis Valles na Marsu (NASA).
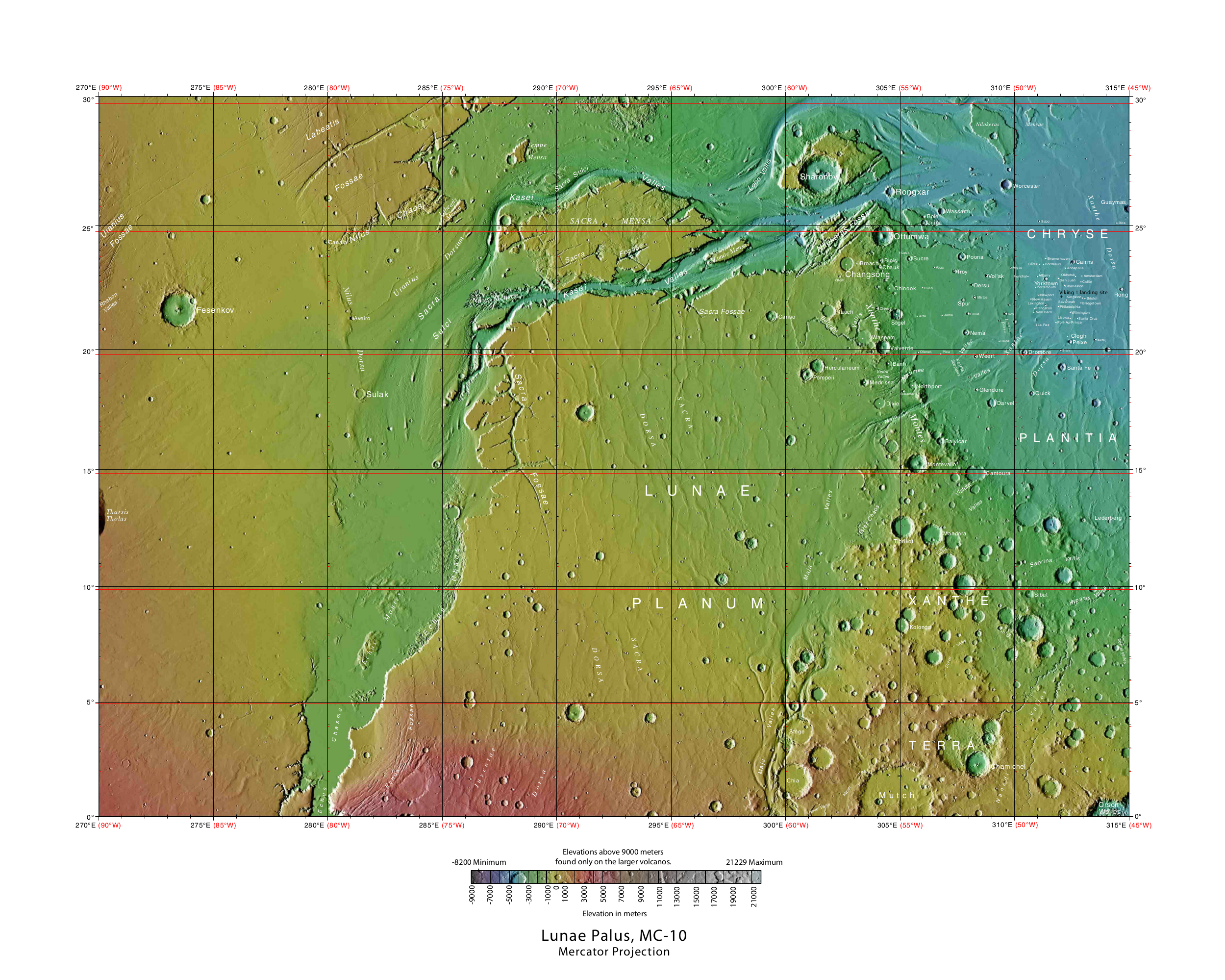
Oblast Lunae Palus na Marsu.